# Kutyák szigete
A Kutyák szigete (eredeti cím: Isle of Dogs, japánul: 犬ヶ島) 2018-as amerikai-német sci-fi animációs vígjáték, melyet Wes Anderson írt, készített és rendezett. A főszereplők akik a karakterek hangjait adják; Bryan Cranston, Edward Norton, Bill Murray, Jeff Goldblum, Bob Balaban, Greta Gerwig, Frances McDormand, Courtney B. Vance, Fisher Stevens, Harvey Keitel, Liev Schreiber, Scarlett Johansson, Tilda Swinton, F. Murray Abraham, Frank Wood, Kunichi Nomura és Yoko Ono.
Az Amerikai Egyesült Államokban 2018. március 23-án mutatták be, míg Magyarországon több mint egy hónappal később szinkronizálva, május 3-án a Fórum Hungary forgalmazásában.
Valakik kutyákon akarnak kísérletezni, és ki akarják irtani őket, így sok kutya egy szigetre menekül, ahol nincsenek emberek.

## Cselekmény
A kutyainfluenza terjed Megaszaki (fiktív) városában, és fennáll a veszélye, hogy az emberek is elkaphatják. A város tekintélyelvű polgármestere, Kendzsi Kobajasi hivatalos rendeletet hoz, amely minden kutyát a Szemét-szigetre száműz, amit azonnal jóváhagynak, annak ellenére, hogy Vatanabe professzor, a polgármester politikai ellenfele azt állítja, hogy közel állnak a gyógymód kifejlesztéséhez. Az első kitoloncolt kutya egy Foltos nevű fehér-fekete pöttyös kutya, aki egy 12 éves árva fiú testőr kutyájaként szolgált. A fiú Atari Kobajasi, a polgármester távoli unokaöccse.
Hat hónappal később Atari eltérít egy repülőgépet, és elrepül vele a Szemét-szigetre (innentől „Kutyák szigete” néven ismert), hogy megkeresse Foltost. A kényszerleszállás után Atarit egy kutyafalka menti meg, amelyet egy fekete kutyafajta vezet, a Chief nevű, egész életében kóborló kutya. Segítségükkel Atari először egy zárt ketrecet talál, amelyben azt hiszi, Foltos csontváza van, de megtudja, hogy nem ő az. Ezután elhárítják a Kobajasi által küldött mentőcsapatot, hogy visszavigyék Atarit. Atari úgy dönt, hogy folytatja Foltos keresését, a falka pedig segít neki. A főnök kezdetben elutasítja, de aztán Nutmeg, egy nőstény ex-showkutya meggyőzi, hogy kötelességből segítsenek a fiúnak. A falka tanácsot kér Jupiter és Oracle bölcs kutyáktól, akik úgy sejtik, hogy Foltost egy elszigetelt kutyatörzs tarthatja fogva, amelyről azt beszélik, hogy kannibálok.
Eközben Vatanabe kifejleszt egy sikeres szérumot, és megmutatja az eredményeket Kobajasinak, aki elutasítja őt. A professzor tiltakozik, csakhogy a polgármester parancsára házi őrizetbe helyezik. Tracy Walker, egy amerikai cserediák és egy kutyapárti aktivista csoport tagja összeesküvést sejt, és nyomozni kezd. Kobajasiról és politikai pártjáról kiderül, hogy valójában ők a felelősek a kutyainfluenza kitöréséért, és ezzel ki akarják irtani a kutyákat, ahogyan Kobajasi macskabarát ősei is megpróbálták 1000 évvel ezelőtt, amit egy Atarira hasonlító szamuráj fiú hiúsított meg.
Útjuk során a Főnök és Atari elszakadnak a többiektől. Atari megfürdeti Főnököt, felfedve fehér és fekete pöttyös bundáját, és így feltűnő hasonlóságát Foltossal. Ők ketten összebarátkoznak, és újra csatlakoznak a falka többi tagjához.  Foltos és a kutyatörzs megmenti őket egy másik mentőcsapattól. Foltos megerősíti, hogy ő Chief idősebb testvére, és hogy a törzs mentette meg, akik egy titkos laboratórium kísérleti alanyai voltak, amelyet egy cunami után elhagytak. Foltos lett a vezetőjük, és párosodott egy Borsmenta nevű nőstény törzstaggal, aki terhes az első alommal. Ezen körülmények miatt Foltos arra kéri Atarit, hogy a védelmi feladatokat adja át Chiefnek; mind Atari, mind Chief elfogadja.
Egy bagoly hírt hoz arról, hogy Kobajasi összegyűjtötte az összes száműzött kutyát, és mérges gázzal tervezi kiirtani őket.
Tracy szembesíti Vatanabe legközelebbi munkatársát, Yoko Onót, aki megerősíti Tracy összeesküvés-elméleteit, és átadja neki az utolsó fiola szérumot. Az újraválasztási ceremónián Kobajasi a megsemmisítési parancsot készül kiadni, amikor Tracy bemutatja a korrupciót igazoló bizonyítékokat. Atari és a kutyák hamarosan megérkeznek, és megerősítik, hogy a szérum működik, amikor kipróbálják a főnökön, és meggyógyítják őt. Atari szól a tömeghez, és elszaval egy haiku-t, amit Kobajasinak írt és dedikált, felelevenítve a kutyák és az emberek között egykor létezett szimpátiát. Atari szavai hatására Kobajasi hivatalosan is visszavonja a kutyák betiltását. Domo őrnagy feldühödve kiabál Kobajasi polgármesterrel, amiért megszegte a polgármesteri kampányígéretét, és megpróbálja megölni Kobajasit, hogy maga kezdeményezze a kiirtást, de Foltosnak és az aktivistáknak köszönhetően Domo tervét meghiúsítják.
Atari és Foltos súlyosan megsérül a küzdelem során, és kórházba szállítják őket, ahol Kobajasi felajánlja egyik veséjét, hogy megmentse unokaöccsét.
Egy hónappal később Atari lesz Megaszaki új polgármestere, és az összes kutyát visszailleszti a társadalomba és kigyógyítja a kutyainfluenzából, míg Kobajasit és propagandistáit, valamint társszerzőit politikai korrupció miatt börtönbe küldik, közmunkát végeznek, nem kevesebb mint 250.000 jen pénzbüntetést fizetnek, és esetleg halálbüntetés vár rájuk.
Tracy és Atari egy párt alkotnak, míg Chief és Nutmeg a testőrkutyáik lesznek, és kapcsolatot kezdenek egymással. Eközben Foltos (sérüléseiből felépülve) szobrot állíttat a tiszteletére, és folytatja alomnevelését Borsmentával egy sintó templom szerzetesének felügyelete alatt.

## Szereplők

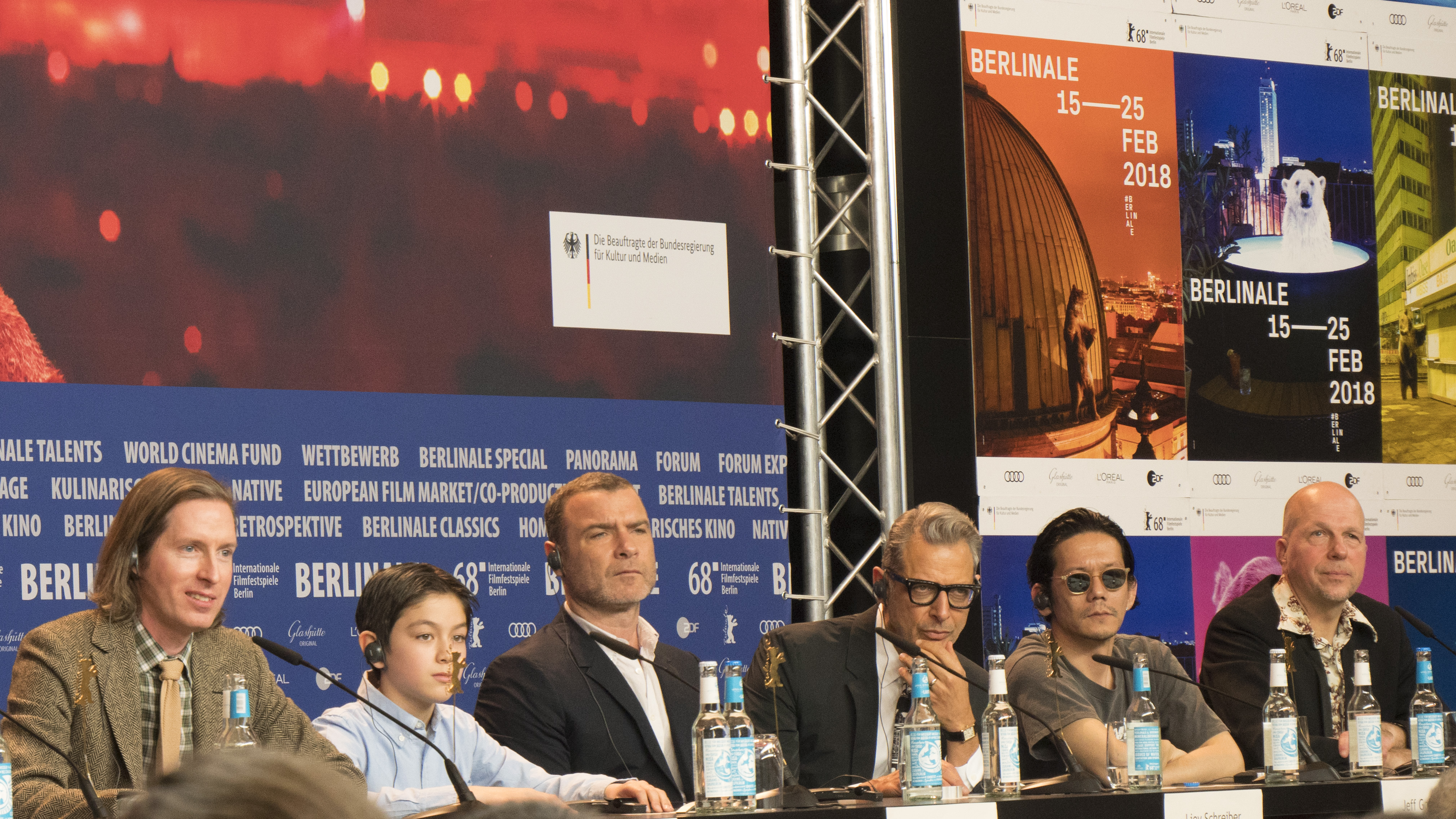
A Kutyák szigete sajtótájékoztatóján, a 68. berlini nemzetközi filmfesztiválon, 2018. februárjában

| Szereplő                     | Eredeti hang       | Magyar hang        |
| ---------------------------- | ------------------ | ------------------ |
| Főnök                        | Bryan Cranston     | Epres Attila       |
| Atari Kobayashi              | Koyu Rankin        | Berecz Kristóf Uwe |
| Rex                          | Edward Norton      | Kaszás Gergő       |
| King                         | Bob Balaban        | Fazekas István     |
| Boss                         | Bill Murray        | Kerekes József     |
| Duke                         | Jeff Goldblum      | Hirtling István    |
| Kenji Kobayashi polgármester | Kunichi Nomura     | eredeti nyelven    |
| Domo fő-fő                   | Akira Takayama     | eredeti nyelven    |
| Tracy Walker                 | Greta Gerwig       | Eke Angéla         |
| Nelson tolmács               | Frances McDormand  | Kiss Mari          |
| Watanabe professzor          | Akira Ito          | eredeti nyelven    |
| Nutmeg                       | Scarlett Johansson | Bánfalvi Eszter    |
| Gondo                        | Harvey Keitel      | Borbiczki Ferenc   |
| Jupiter                      | F. Murray Abraham  | Papp János         |
| Yoko-ono, kutatóasszisztens  | Yoko Ono           | Bertalan Ágnes     |
| Orákulum                     | Tilda Swinton      | Kiss Eszter        |
| Scrap                        | Fisher Stevens     | Bercsényi Péter    |
| Hiroshi                      | Nijiro Murakami    | Kovács Lehel       |
| Spots                        | Liev Schreiber     | Kardos Róbert      |
| Narrátor                     | Courtney B. Vance  | Simon Kornél       |